# 王伟 (1964年)
王伟（1964年—），男，中国中西医结合专家，曾任北京中医药大学副校长，现任广州中医药大学党委副书记、校长。